# Anthomyia bisetosa
Anthomyia bisetosa är en tvåvingeart som beskrevs av Thomson 1869. Anthomyia bisetosa ingår i släktet Anthomyia och familjen blomsterflugor. Inga underarter finns listade i Catalogue of Life.